# محوطه لاشار کاهی ۳
محوطه لاشار کاهی ۳ مربوط به سده‌های متاخر دوران‌های تاریخی پس از اسلام است و در شهرستان سرباز، بخش پیشین، دهستان جکیگور، روستای لاشار واقع شده و این اثر در تاریخ ۲۷ اسفند ۱۳۸۷ با شمارهٔ ثبت ۲۶۴۸۶ به‌عنوان یکی از آثار ملی ایران به ثبت رسیده است.